# Talossà
L'idioma talossà és una llengua artificial creada per R. Ben Madison el 1980. El diccionari complet té unes 28.000 paraules.

## Exemples
| Llatí                   | Sic enim Deus dilexit mundum, ut Filium suum unigenitum daret, ut omnis, qui credit in eum, non pereat, sed habeat vitam æternam.                     |
| Talossà (Post-Arestada) | Cair Díeu sa ameva el mundeu, qe O zoneva sieu Figlheu viensplet, qe qissensevol créa in Lo non pieriçarha, mas tischa la vida eternal.               |
| Talossà (Pre-Arestada)  | Cair Dïeu så ameva el mundeu, që O zoneva sieu Figlheu viensplet, që qissensevol créa în Lo non pieriçarha, más tischa la vidâ eternál.               |
| Francès                 | Car Dieu a tellement aimé le monde, qu'il a donné son Fils unique, afin que quiconque croit en lui ne périsse point, mais qu'il ait la vie eternelle. |
| Provençal               | Car Déu a tant amá lo monde qu'i a doná son Filh solet, per que tot ome que crèi en elh non perigue, mai ague la vida eternala.                       |
| Català                  | Car talment ha estimat Déu el món, que donà son Fill unigènit, a fi que tot el qui creu en ell no es perdi, ans tingui vida eterna.                   |
| Castellà                | Porque de tal manera amó Dios al mundo, que dio a su Hijo unigénito, para que todo aquel que cree en él no perezca, mas tenga vida eterna.            |
| Portuguès               | Porque assim amou Deus ao mundo, que lhe deu seu Filho unigénito, para que todo o que crê nêle não pereça, mas tenha a vida eterna.                   |
| Italià                  | Infatti Dio ha talmente amato il mondo da dare il suo Figliuolo unigenito, affinchè chiunque crede in Lui non perisca, ma abbia la vita eterna.       |
| Romanès                 | Fiindcă atât de mult a iubit Dumnezeu lumea, că a dat pe singurul Lui Fiu, pentru că oricine crede în El, să nu piară, ci să aibă viaţǎ eternǎ.       |
| Retoromànica            | Perche cha Deis ha tant amâ il muond, ch'el ha dat seis unigenit figl, acio cha scodün chi craja in el non giaja a perder, ma haja la vita eterna.    |
| Anglès                  | For God so loved the world that he gave his one and only Son, that whoever believes in him shall not perish but have eternal life.                    |
| Interlingua             | Proque tanto Deo amava le mundo que ille dava su Filio unigenite a que quicunque crede in ille non va perir ma va haber vita eterne.                  |